# Dioscorea obtusifolia
Dioscorea obtusifolia är en enhjärtbladig växtart som beskrevs av William Jackson Hooker och George Arnott Walker Arnott. Dioscorea obtusifolia ingår i släktet Dioscorea och familjen Dioscoreaceae. Inga underarter finns listade i Catalogue of Life.